# ケーゼシュペッツレ

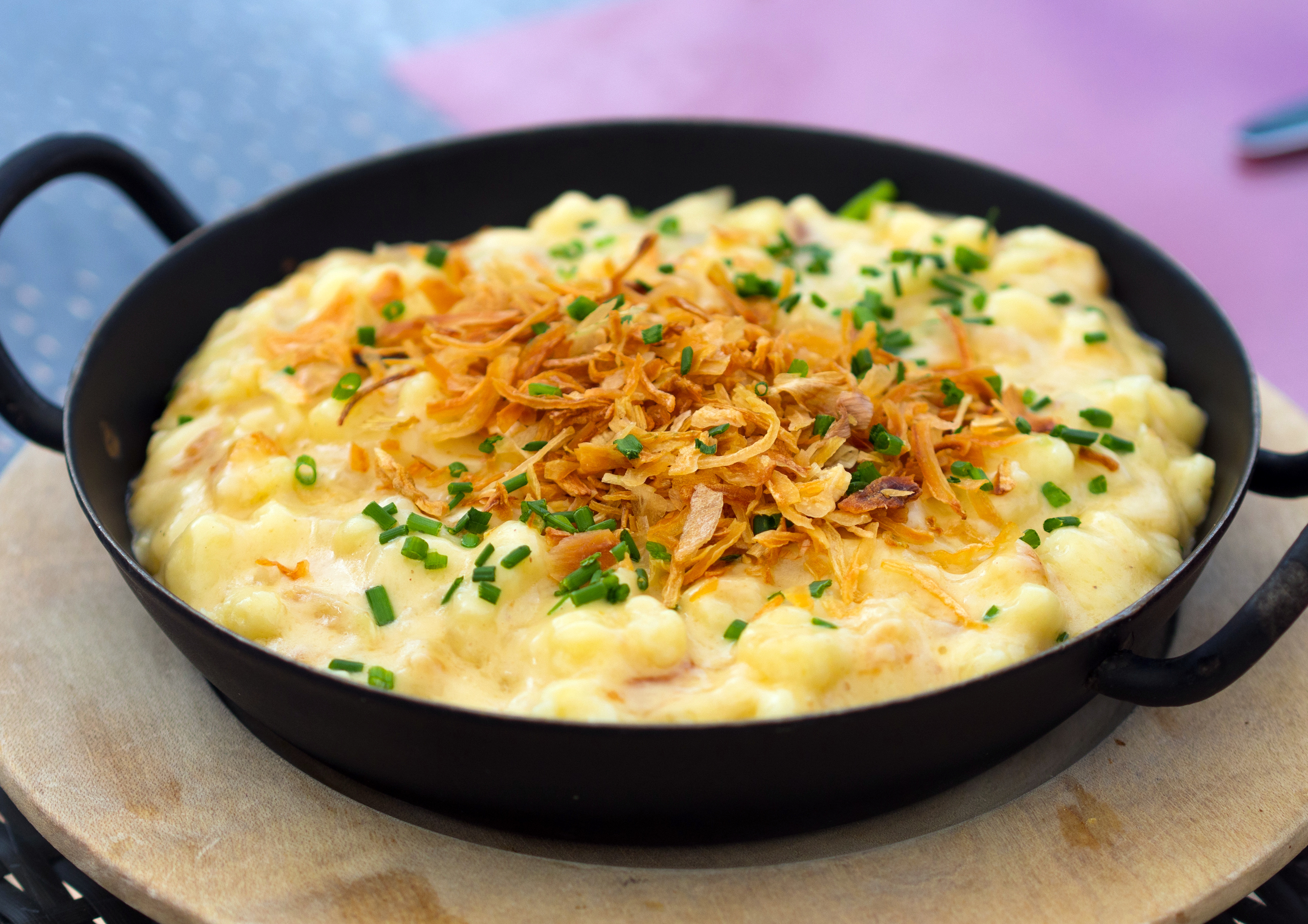
ケーゼシュペッツレ

ケーゼシュペッツレ（ドイツ語: Käsespätzle）はドイツ南部の名物料理。シュペッツレというドイツ南部、オーストリアのパスタをチーズ（ドイツ語で「ケーゼ」）で和え、ローストしたタマネギをトッピングした料理である。「チーズスパゲッティ」と紹介されることもある。
アメリカ料理のマカロニ・アンド・チーズに似ているが、使用するパスタの違いから、ケーゼシュペッツレの食感はニョッキにも近いものとなっている。また、ケーゼシュペッツレがマカロニ・アンド・チーズの起源ではないかと考えるむきもある。